# Різногілочник двоморфний
Різногілочник двоморфний (Heterocladium dimorphum) — вид мохів порядку гіпнобрієвих (Hypnales).

## Поширення
Ареал охоплює такі частини світу: Європа, Північна Америка.
Населяє породу, ґрунт, гумус; від низьких до високих висот.

## Характеристика

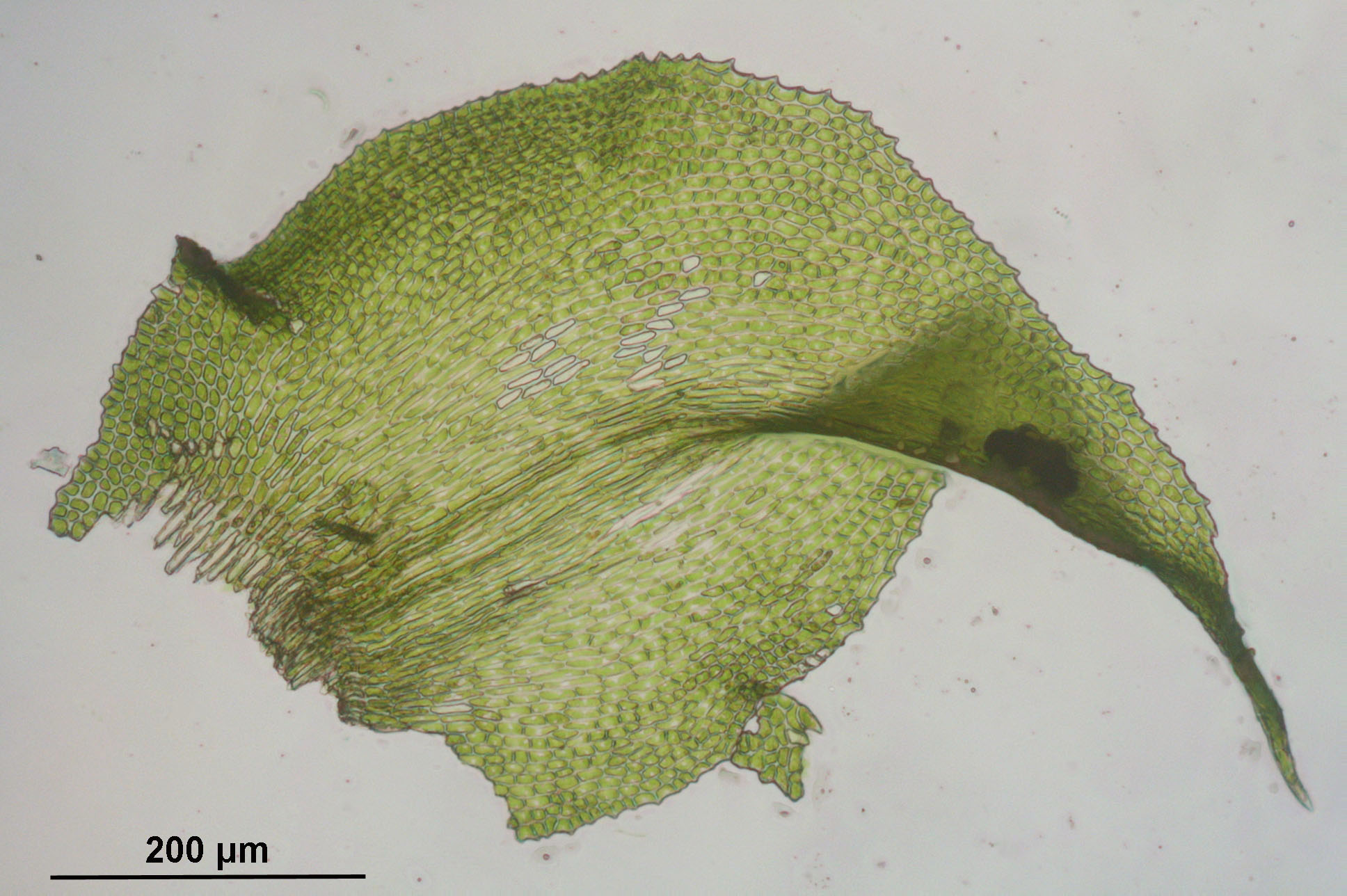

Стеблові листки до 1 мм; поля пилчасті до зубчастих; верхівка гостра.